# Scaphyglottis confusa
Scaphyglottis confusa é uma espécie de orquídea epífita, cujos novos pseudobulbos geralmente brotam tanto da base como do topo dos pseudobulbos mais antigos. É originária de Chiapas, no México, à Nicarágua.